# Laut.de
laut.de – niemieckie czasopismo elektroniczne poświęcone muzyce rozrywkowej, w tym recenzjom płytowym, koncertom i wiadomościom z rynku muzycznego. Istnieje od 1998 roku.

## Profil
Serwis internetowy laut.de został założony w 1998 roku. Jest poświęcony różnym gatunkom muzyki rozrywkowej, wiadomościom z rynku muzycznego, zapowiedziami koncertów, recenzjom płytowym, wywiadom, zdjęciami i wideo. W swojej bazie danych ma biografie ponad 10 000 zespołów i artystów. Ma ponad 600 tysięcy unikalnych użytkowników miesięcznie (stan na styczeń 2020). Właścicielem laut.de jest spółka LAUT AG, należąca do przedsiębiorstwa Seitenbau GmbH z siedzibą w Konstancji.
W 2005 roku uruchomiona została internetowa stacja radiowa laut.fm. Jej założenie programowe to „radio generowane przez użytkowników” (User Generated Radio).
Serwis laut.de zajmował 35 544 miejsce w globalnym rankingu Alexa.

## Gatunki muzyczne
Od Acid poprzez blues, country, crossover, disco, drum and bass, EBM, easy listening, fado, hip-hop, industrial, jazz, krautrock, muzak, pop, nu metal, Obertongesang, punk rock, rock progresywny, soul, techno, trip hop, world music do Zwölftontechnik.

## Nagrody
- Online Redaktion 2002 – 17 kwietnia 2002 roku laut.de otrzymał (wspólnie ze stuttgarter-zeitung.de/stuttgarter-nachrichten.de oraz regenbogenweb.de) przyznaną po raz pierwszy w historii nagrodę Online Redaktion 2002. Nagroda została ogłoszona przez Verband Südwestdeutscher Zeitungsverleger (VSZV), MfG Medienentwicklung Baden-Württemberg, Landesanstalt für Kommunikation (LfK) i Verband Privater Rundfunkanbieter Baden-Württemberg (VPRA)[7].

- Digital Lifestyle Award 2008 – za 1. miejsce w kategorii: Beste Websites[8].

- w 2009 roku spółka LAUT AG razem z laut.de została jednym ze zwycięzców ogólnokrajowego konkursu 365 Orte im Land der Ideen[9].